# Bacelarella conjugans
Bacelarella conjugans är en spindelart som beskrevs av Szüts, Jocque 200. Bacelarella conjugans ingår i släktet Bacelarella och familjen hoppspindlar. Inga underarter finns listade.